# Thomas C. McCreery

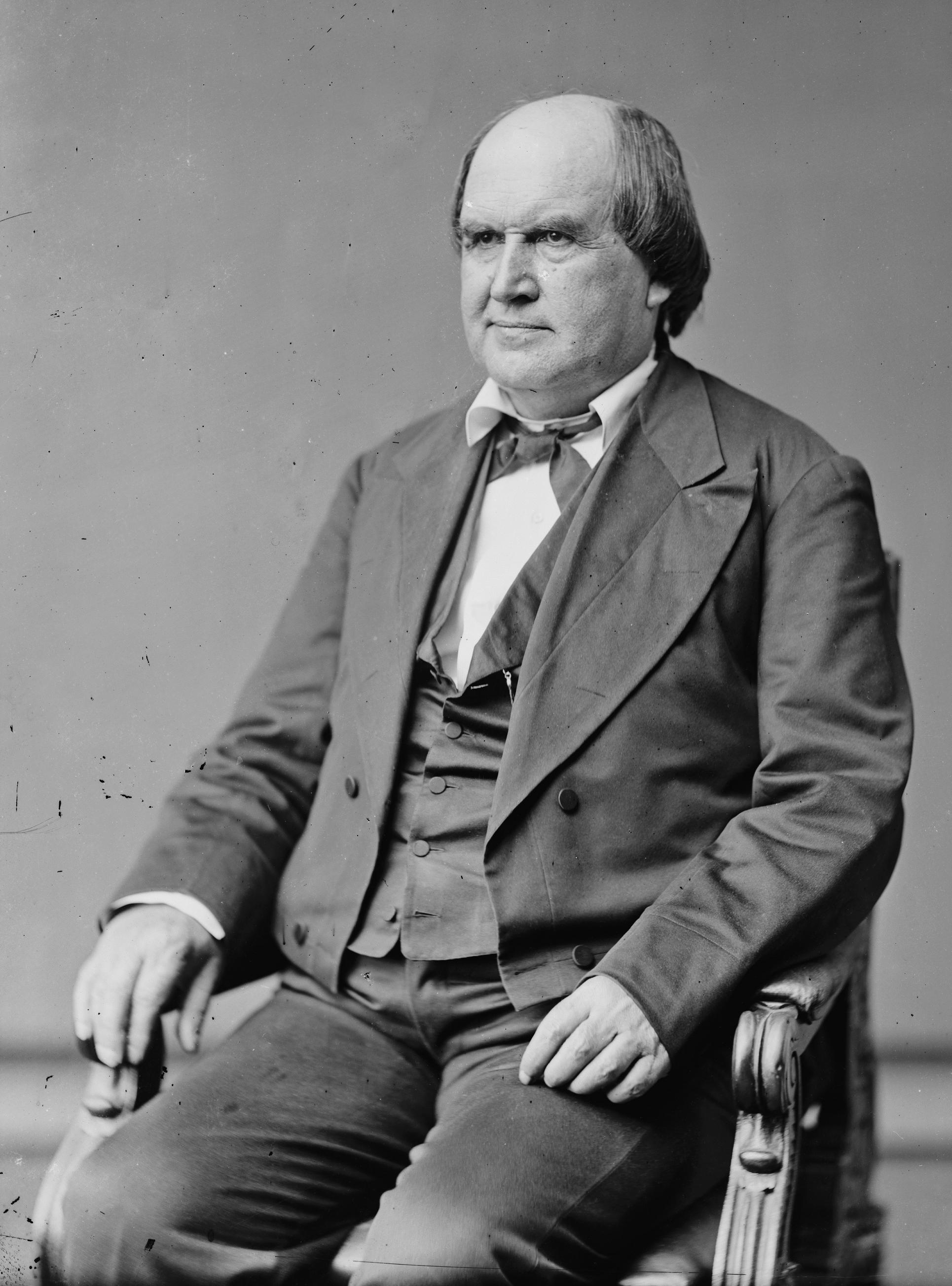
Thomas C. McCreery

Thomas Clay McCreery, född 12 december 1816 nära Owensboro, Kentucky, död 10 juli 1890 i Owensboro, Kentucky, var en amerikansk demokratisk politiker. Han representerade delstaten Kentucky i USA:s senat 1868–1871 och 1873–1879.
McCreery utexaminerades 1837 från Centre College i Danville, Kentucky. Han studerade juridik och inledde sin karriär som advokat i Frankfort, Kentucky.
Senator James Guthrie avgick 1868 och efterträddes av McCreery. Han efterträddes 1871 av John W. Stevenson. McCreery efterträdde sedan 1873 Willis Benson Machen som senator i klass 3. Han efterträddes 1879 av John Stuart Williams.
McCreery avled 1890 och hans grav finns på Rosehill Elmwood Cemetery i Owensboro.